# Diplazium corderoi
Diplazium corderoi là một loài thực vật có mạch trong họ Woodsiaceae. Loài này được (Sodiro) Diels miêu tả khoa học đầu tiên năm 1899.